# Encyrtus jaipurensis
Encyrtus jaipurensis is een vliesvleugelig insect uit de familie Encyrtidae. De wetenschappelijke naam is voor het eerst geldig gepubliceerd in 2005 door Khan & Agnihotri.